# Adolphus Fürstenberg

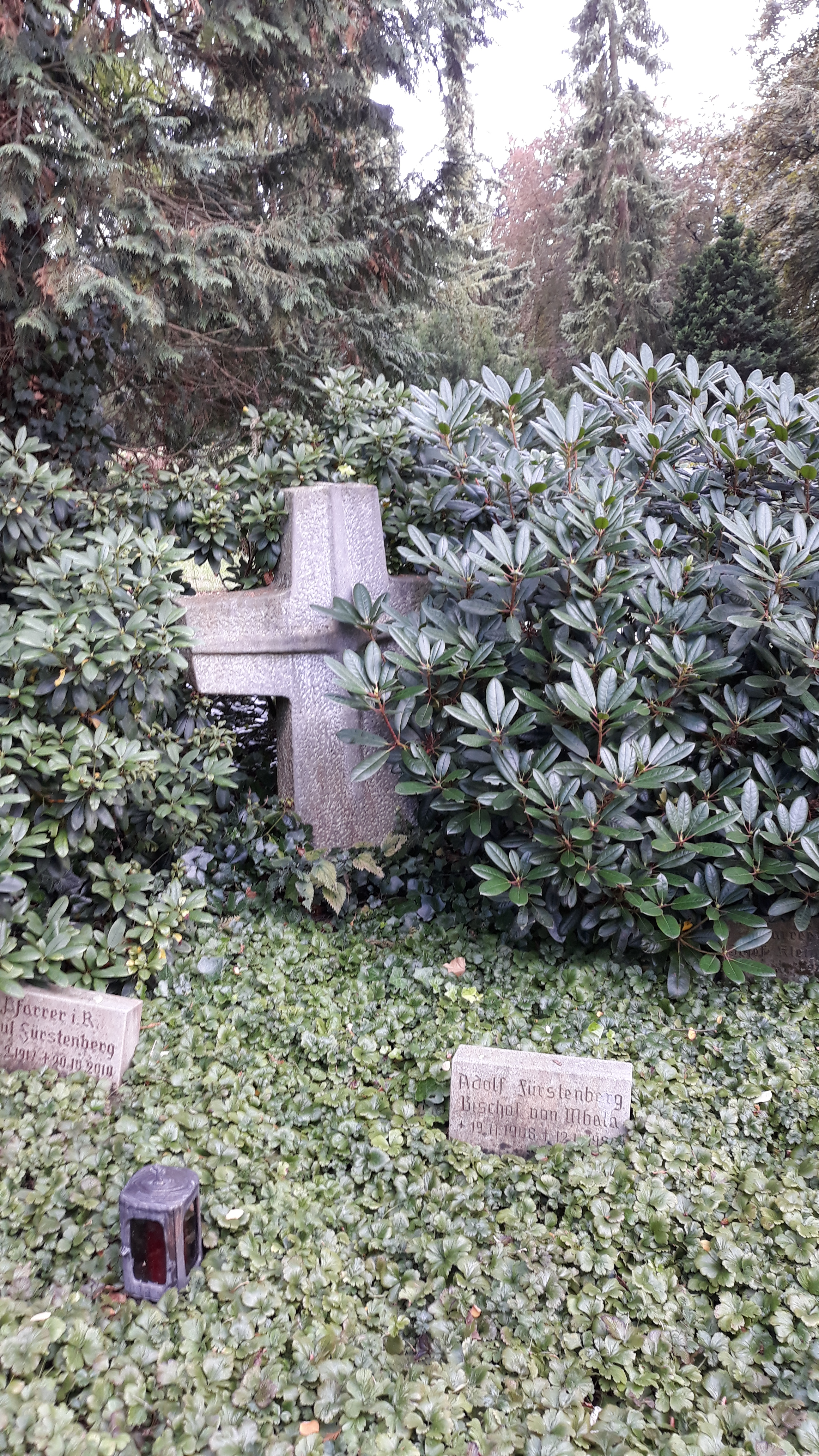
Das Grab von Bischof Fürstenberg im Priestergrab auf dem Hauptfriedhof Iserlohn.

Adolphus J. P. Fürstenberg M. Afr. (* 19. November 1908 in Iserlohn; † 12. November 1988 in Köln) war ein deutscher römisch-katholischer Bischof.

## Werdegang
Fürstenberg wurde am 28. März 1936 zum Priester geweiht. Von 1936 bis 1987 war er in Sambia als Missionar tätig. Am 11. Dezember 1958 wurde er zum Apostolischen Vikar von Abercorn bestellt und zum Titularbischof von Termessus ernannt. Lorenz Jaeger weihte ihn am 29. Juni 1959 zum Bischof. Von 1959 bis zu seiner Entpflichtung 1987 war er Bischof von Abercorn bzw. Mbala.

## Familie
Auch sein Bruder Paul Fürstenberg (1917–2010) war katholischer Priester.

## Ehrungen
- 1978: Großes Verdienstkreuz der Bundesrepublik Deutschland[2]
- Namensgeber der Bischof Fürstenberg Stiftung mit Sitz in Mainz, welche die Arbeit des Bistums Mpika unterstützt[3]